# Le Quillio
Le Quillio (tiếng Breton: Ar C'hillioù) là một xã của tỉnh Côtes-d’Armor, thuộc vùng Bretagne, tây bắc Pháp.

## Dân số
Người dân ở Le Quillio được gọi là Quilliotais.